# Charles Odry
Jacques Charles Odry, né à Versailles le 17 mai 1779 et mort à Courbevoie le 28 avril 1853, est un acteur comique, poète et auteur dramatique français.

## Biographie
Fils d'un cordonnier, il commence sa carrière en 1803 au Théâtre de la Gaîté puis travaille de 1804 à 1807 au Théâtre de la Porte-Saint-Martin avant de jouer principalement pour le Théâtre des Variétés (1808-1841) à l'exception de quelques rôles au Théâtre des Folies-Dramatiques (1836) et au Théâtre du Palais-Royal.
Odry était célèbre pour son jeu comique et son corps grotesque. Il créa plus de 250 rôles. Guillaume Le Flaneur dans La Petite Biographie dramatique en 1821 écrit : « En voyant Odry, le propriétaire reconnaît son fermier, le cultivateur croit entendre raisonner tantôt son garçon de labour, tantôt le maire de son village ». Louis Huart et Charles Philipon écrivent, quant-à-eux à son sujet : « mai [...] ce mois où l'on dit que naquit l'Amour dans l'ile de Cythère, doit être plus célèbre encore, car il a donné la naissance à Jacques-Charles Odry , l'enfant de la Gaîté, le roi actuel des Variétés ».
On doit au sculpteur Tétart un buste sur piédouche, conservé au Musée Carnavalet.

## Œuvres
- Les Bons Gendarmes, poème épicé en 2 chants, commenté par Léonard Tousez, 1820
- Odryana, ou la Boîte au gros sel, recueil complet des bons mots, saillies, rébus, charges, coq-à-l'âne, etc., etc., suivi de la nouvelle Vie et aventures de L'Ange-André, 1821
- Trois Messéniennes, 1824
- Nouvelles méditations poétiques, ornées d'une préface, de notes, commentaires et variantes de la même force, embellies de suppressions indiquées par des points, le tout pour faire suite aux Trois Messéniennes, 1824
- Les Cornichons, couplets chantés, avec Armand d'Artois, 1830
- La Voix de Duprez, ou le Sirop musical, vaudeville en 1 acte, 1838